# Den jeg elsker, elsker jeg
"Den jeg elsker, elsker jeg" er en dansk sang fremført af  Søs Fenger, Thomas Helmig, Sanne Salomonsen og Anne Linnet. Musikken var skrevet af Sanne Salomonsen, mens Anne Linnet skrev teksten. Sangen er skrevet til AIDS-fondet, i forbindelse med Sundhedsstyrelsens oplysningskampagne om AIDS og HIV i slutningen af 1980'erne.

## Spor
- 7" single

1. "Den jeg elsker, elsker jeg" – 4:42
2. "Den jeg elsker, elsker jeg" (instrumentalversion) – 4:49

## Musikere
Følgende musikere var med på sangen;
- Søs Fenger – vokal
- Thomas Helmig – vokal
- Sanne Salomonsen – musik, kor
- Anne Linnet – tekst, kor
- Hanne Boel – kor
- Lis Damm – kor
- Frank Stangerup – Keyboard
- Aske Jacoby – Guitar
- Jacob Andersen – Percussion
- Kent Hansen – Trommer
- Poul Halberg – Producer
- Morten Kærså – producer
- Mads Kærså – producer

## Hitlister
| Hitliste (1988)             | Højeste placering |
| --------------------------- | ----------------- |
| Sverige (Sverigetopplistan) | 1                 |

## Sanne Salomonsen-version
"Den jeg elsker" udkom i en soloversion af Sanne Salomonsen som fjerde single fra hendes livealbum, Unplugged i 1994. Salomonsen genindspillede igen sangen til opsamlingsalbummet De bedste af de bedste fra 2000.

### Spor
- CD single

1. "Den jeg elsker" – 5:44